# Grazia Deledda

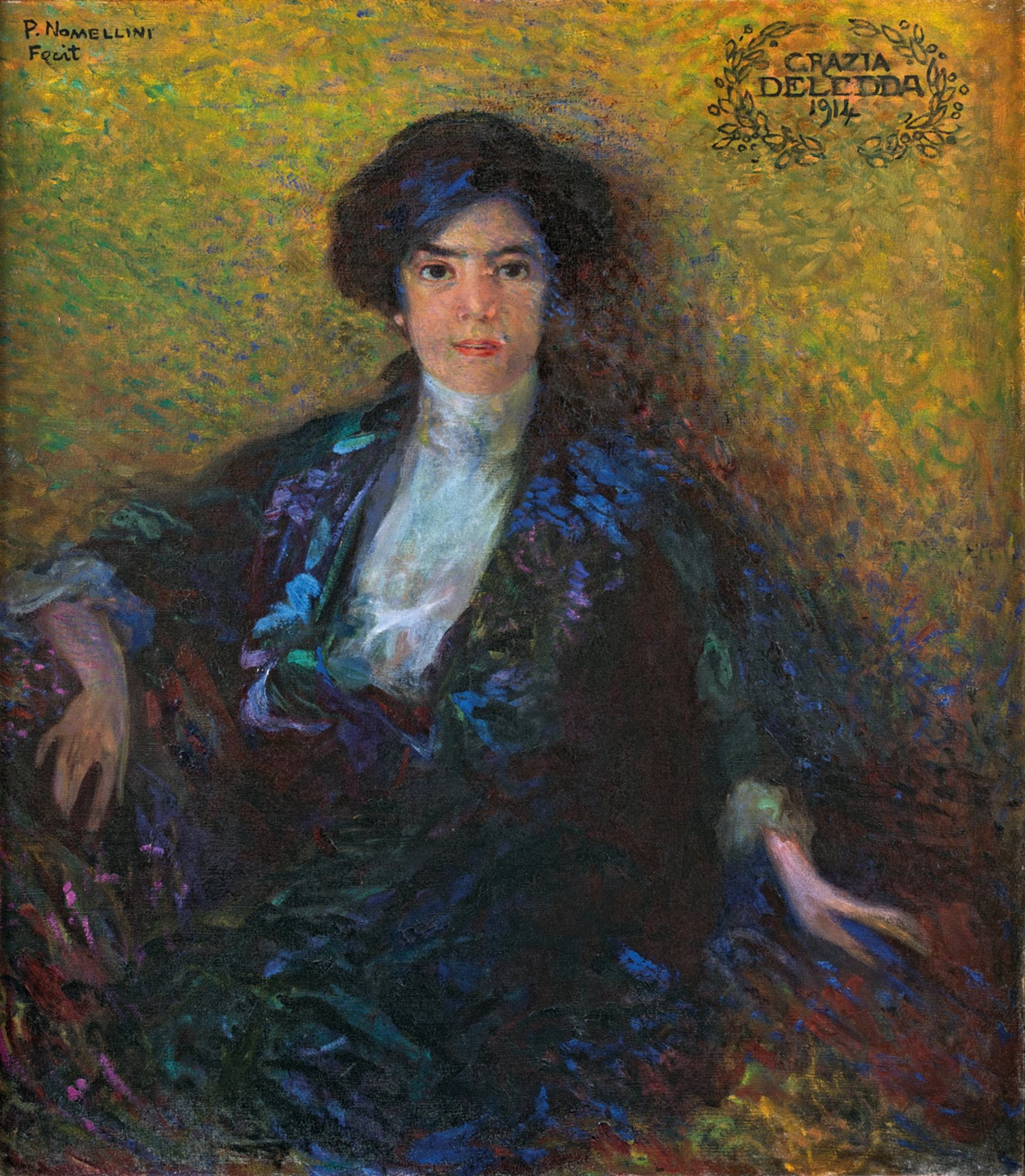
Grazia Deledda. Gemälde von Plinio Nomellini aus dem Jahre 1914

Grazia Deledda (* 27. September 1871 in Nuoro, Sardinien; † 15. August 1936 in Rom) war eine italienische Schriftstellerin und 1926 Nobelpreisträgerin für Literatur.

## Leben
Grazia Deledda entstammte einer wohlhabenden Familie. Schon als junges Mädchen erhielt sie Sprachunterricht. 1886 erschienen in sardischen Zeitungen Erzählungen und Gedichte von der erst 15 Jahre alten Grazia Deledda. Sie heiratete im Jahr 1900 Palmiro Madesani, einen Beamten im Kriegsministerium. Das Paar und seine beiden Söhne lebte in Rom. Nach der Machtergreifung Mussolinis stellte sie ihr Wirken in seinen Dienst, was in der unmittelbaren Nachkriegszeit ihren Ruhm  erheblich minderte.
Grazia Deledda starb am 15. August 1936 in Rom im Alter von 64 Jahren.

## Werk
Sie zählte zu den bedeutendsten Autorinnen des Naturalismus innerhalb der italienischen Literatur. In ihren Werken schildert sie das harte Leben der Sarden.
Deleddas Bücher sind Schicksalsromane, die oft Frauen als zentrale Figuren haben, die in Konflikten um Ehre, Glauben und gesellschaftliche Vorurteile zerrieben werden.
Schauplatz ihrer späteren Werke ist Italien, jedoch immer mit Bindung an ihre Heimat. 1926 erhielt sie den Nobelpreis für Literatur. Das Nobelpreiskomitee verlieh ihr den Preis „für ihre von Idealismus getragenen Werke, die mit Anschaulichkeit und Klarheit das Leben auf ihrer Heimatinsel schildern und allgemein menschliche Probleme mit Tiefe und Wärme behandeln.“

## Auszeichnungen und Ehrungen

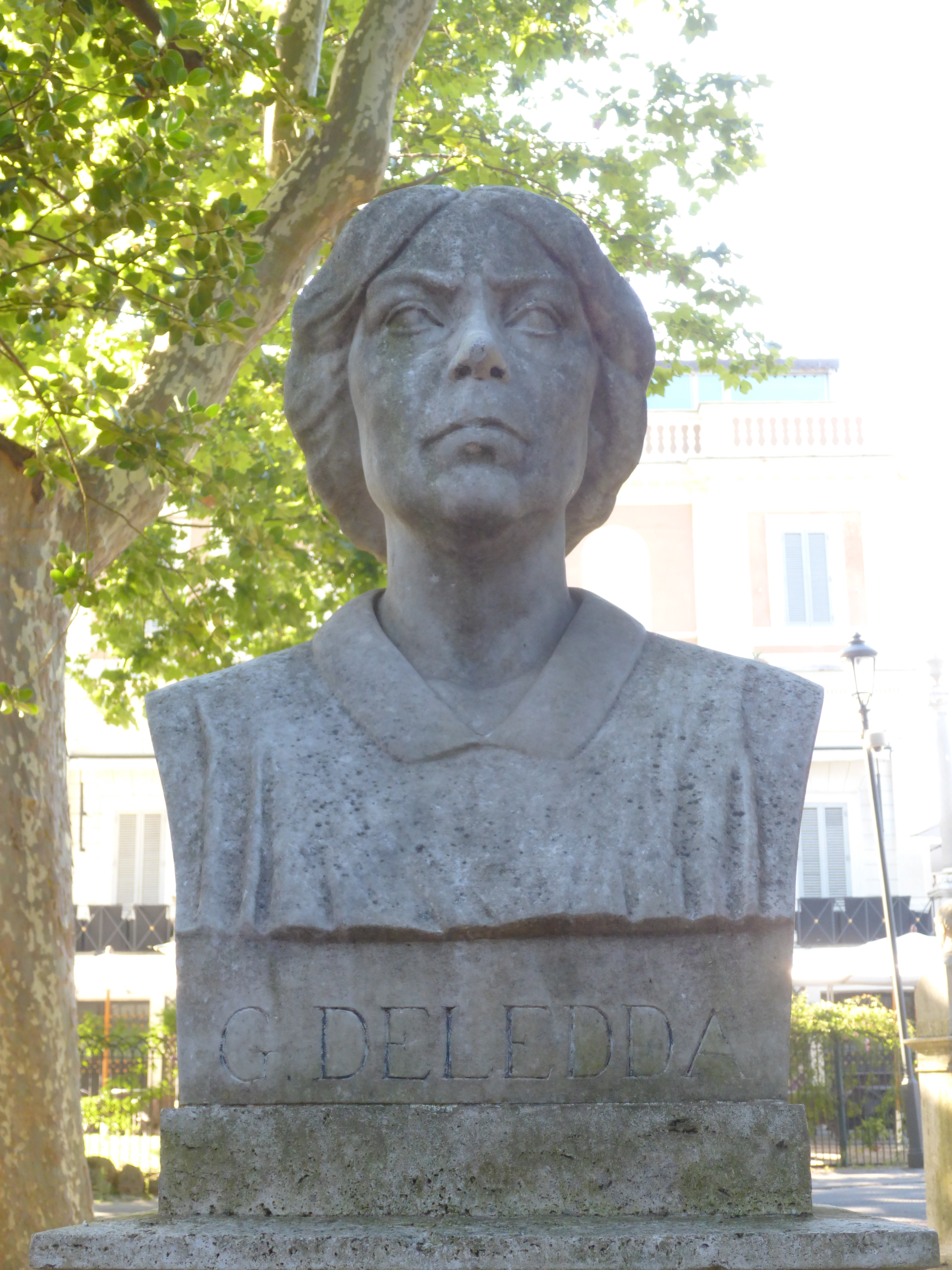
Denkmal für Grazia Deledda in Rom

- 1926 Nobelpreis für Literatur

## Werke
Erzählungen und Novellen
- Nell’azzurro (1890)
- La regina delle tenebre (1892)
- Racconti sardi (1895); Sardinische Geschichten, E. Müller-Röder (1914)
- L'ospite (1897)
- Le tentazioni (1899)
- I giuochi della vita (1905)
- Amori moderni (1907)
- Il nonno (1908)
- Chiaroscuro (Novelle, 1912)
- Il fanciullo nascosto (1916)
- Cattive compagnie (1921)
- Il flauto nel bosco (1923)
- Il sigillo d'amore (1926)
- La casa del poeta (1930)
- Il dono di Natale (1930)
- La vigna sul mare (1932)
- Sole d'estate (1933)
- Il cedro del Libano (1939 posthum)

Romane
- Fior di Sardegna (1892)
- Anime oneste (1895); Ehrliche Seelen, dt. Friedrich Maibach (1895)
- La via del male (Roman, 1896); Zia Maria, dt. Hans-Norbert Hubrich (1996)
- Il tesoro (1897)
- La giustizia (1899)
- Il vecchio della montagna (1900)
- Elias Portolu (1900); Elias Portolu, dt. E. Berling (1906), Die Maske des Priesters, überarbeitete Übersetzung von Christine Mrowietz und Susanne Eversmann (1989)
- Dopo il divorzio (1902);
- Cenere (1903); Asche, dt. E. Berling (1907)
- Nostalgie (1905); Heimweh, dt. C. F. von Vincenti (1912)
- Il vecchio della montagna (Roman); Der Alte vom Berge, dt. Erna Müller-Röder (1906)
- L'ombra del passato (1907)
- L'edera (1908); Der Efeu
- Sino al confine (1909); Bis an die Grenze, dt. Erna Müller-Röder  (1909)
- Il nostro padrone (1910)
- Nel deserto (1911); In der Wüste/Lia und die Männer (1913)
- Colombi e sparvieri (Roman, 1912)
- Canne al vento (1913); Schilf im Wind, dt. Bruno Goetz (1951, überarbeitete Neuausgabe München : Manesse Verlag, 2021, ISBN 978-3-7175-2524-0 ) und Schilfrohr im Wind, dt. Theodor Lücke (1930) – Onlinefassung. Abgerufen am 8. Mai 2022 (Projekt Gutenberg).
- Le colpe altrui (1914)
- Marianna Sirca (1915); Marianne Sirca, dt. F. Gasbara (1938, Neuausgabe Düsseldorf: Artemis und Winkler, 2004, ISBN 3-538-06985-9).
- L'incendio nell'uliveto (1918)
- La madre (Roman, 1920); Die Mutter, dt. Frida Schanz (1922); neu übersetzt und mit einem Nachwort versehen von Ulrike Lemke, Hamburg : Input-Verlag, 2022, ISBN 978-3-941905-53-5
- Naufraghi in porto (1920); Schiffbrüchige im Hafen, dt. Theodor Lücke (1929)
- Il segreto dell'uomo solitario (1921); Das Geheimnis, dt. Theodor Lücke (1932) – Onlinefassung. Abgerufen am 8. Mai 2022 (Projekt Gutenberg).
- Il Dio dei viventi (1922)
- La danza della collana (1924)
- La fuga in Egitto (1925); Die Flucht nach Ägypten, dt. Ernst Fall (1928) – Onlinefassung. Abgerufen am 8. Mai 2022 (Projekt Gutenberg).
- Annalena Bilsini (Roman, 1927)
- Murgronan (1927)
- Il vecchio e i fanciulli (1928); Der Alte und die Jungen
- Il paese del vento (1931); Blicke der Liebe und des Neids, dt. Monika Lustig, Marix Verlag (2024), ISBN 978-3-7374-1230-8
- L'argine (1934)
- La chiesa della solitudine (1936)
- Cosima (autobiografischer Roman, 1937 posthum); Cosima, die Jugend einer Dichterin (1937)
- Anime oneste (1940 posthum)

## Verfilmungen (Auswahl)
- 1916: Cenere – Regie: Febo Mari, nach dem Roman „Cenere“
- 1919: La grazia – Regie: Aldo De Benedetti, nach der Novelle „Di notte“
- 1946: Le vie del peccato – Regie: Giorgio Pàstina, nach der Erzählung „Dramma“
- 1950: L'edera – Delitto per amore – Regie: Augusto Genina, nach dem Roman „L'edera“
- 1952: Amore rosso – Regie: Aldo Vergano, nach dem Roman „Marianna Sirca“
- 1956: Proibito (Verboten) – Regie: Mario Monicelli, nach dem Roman „La madre“ (Die Mutter)
- 1958: Canne al vento – Regie: Mario Landi, nach dem Roman „Canne al vento“

(Rezensionen dieser Filme mit cinematografischen Angaben in „Die besten sardischen Filme aus hundert Jahren“)